# Margaret K. Butler
Margaret Kampschaefer Butler (* 27. März 1924 in Evansville, Indiana, USA; † 8. März 2013) war eine amerikanische Mathematikerin. Sie war die erste weibliche Mitarbeiterin der American Nuclear Society und von 1972 bis 1991 Direktorin des National Energy Software Center in Argonne. Anfang der 1950er Jahre programmierte sie die ersten digitalen Computer am Argonne National Laboratory und war an der Entwicklung nachfolgender Computer beteiligt.

## Leben und Werk
Butler wurde als Margaret Kampschaefer als die zweite von drei Töchtern von Otto und Lou Etta Kampschaefer geboren. Ihre Mutter war Maschinenbauingenieurin mit Abschluss an der Purdue University. Ihr Vater diente während des Ersten Weltkriegs im Ausland. Sie studierte mit einem Staatsstipendium an der Indiana University in Bloomington. Nach Abschluss ihres Bachelor-Studiums in Mathematik und Statistik im Jahr 1944 legte sie eine Staatsdienstprüfung ab und erhielt eine Stelle als Statistikerin beim Bureau of Labor Statistics in Washington, D.C. Sie unterrichtete Mathematik an der Graduate School des Landwirtschaftsministeriums der Vereinigten Staaten und nahm an Graduiertenkursen zur Stichprobentheorie teil.
Nachdem etwas mehr als einem Jahr trat sie als zivile Vertragsangestellte in die United States Army Air Forces ein und war direkt nach dem Zweiten Weltkrieg in Erlangen und Wiesbaden stationiert.

## Mathematikerin am Argonne National Laboratory (ANL)

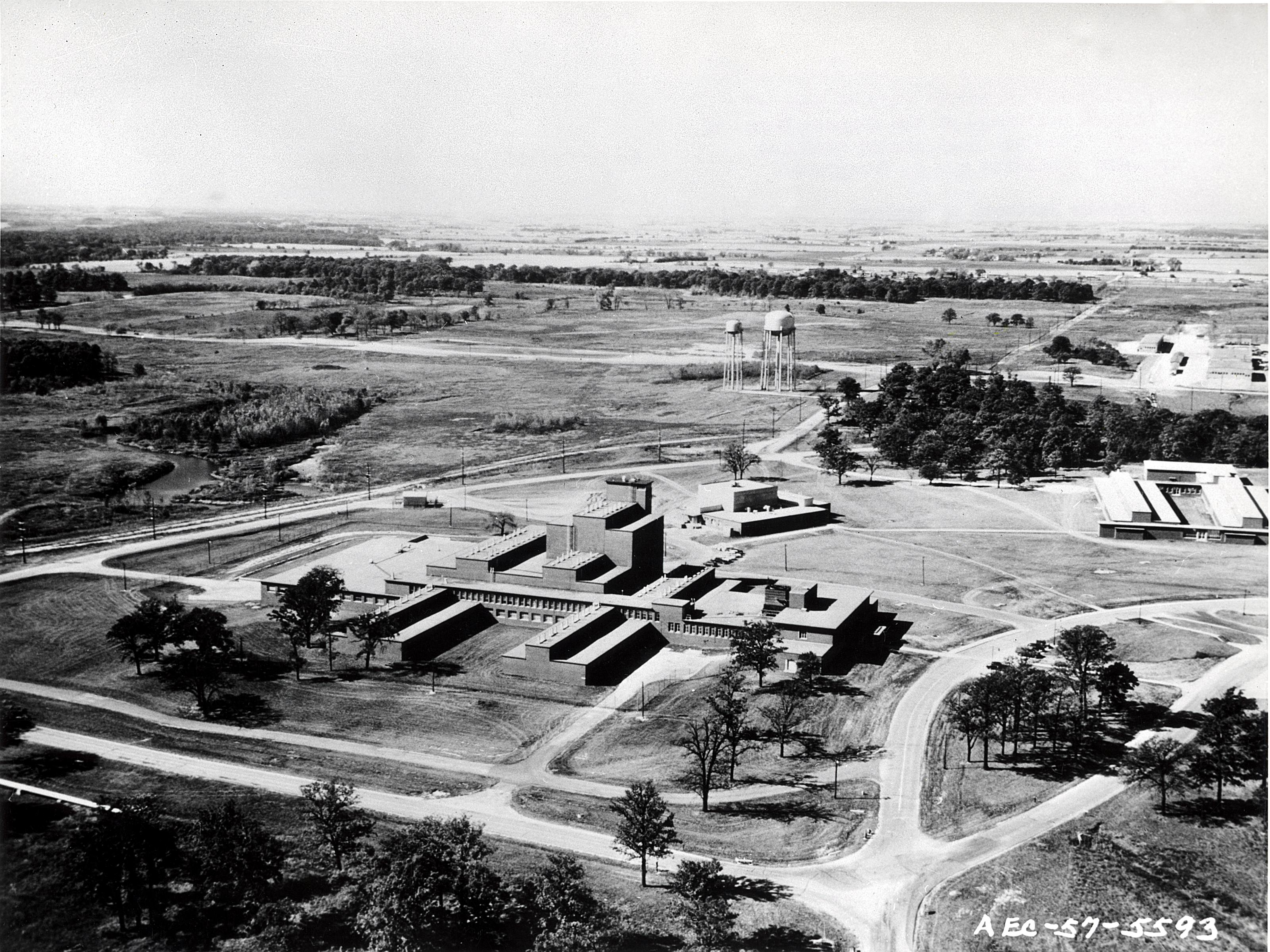
Luftaufnahme einiger der Gebäude in Argonne, um 1957

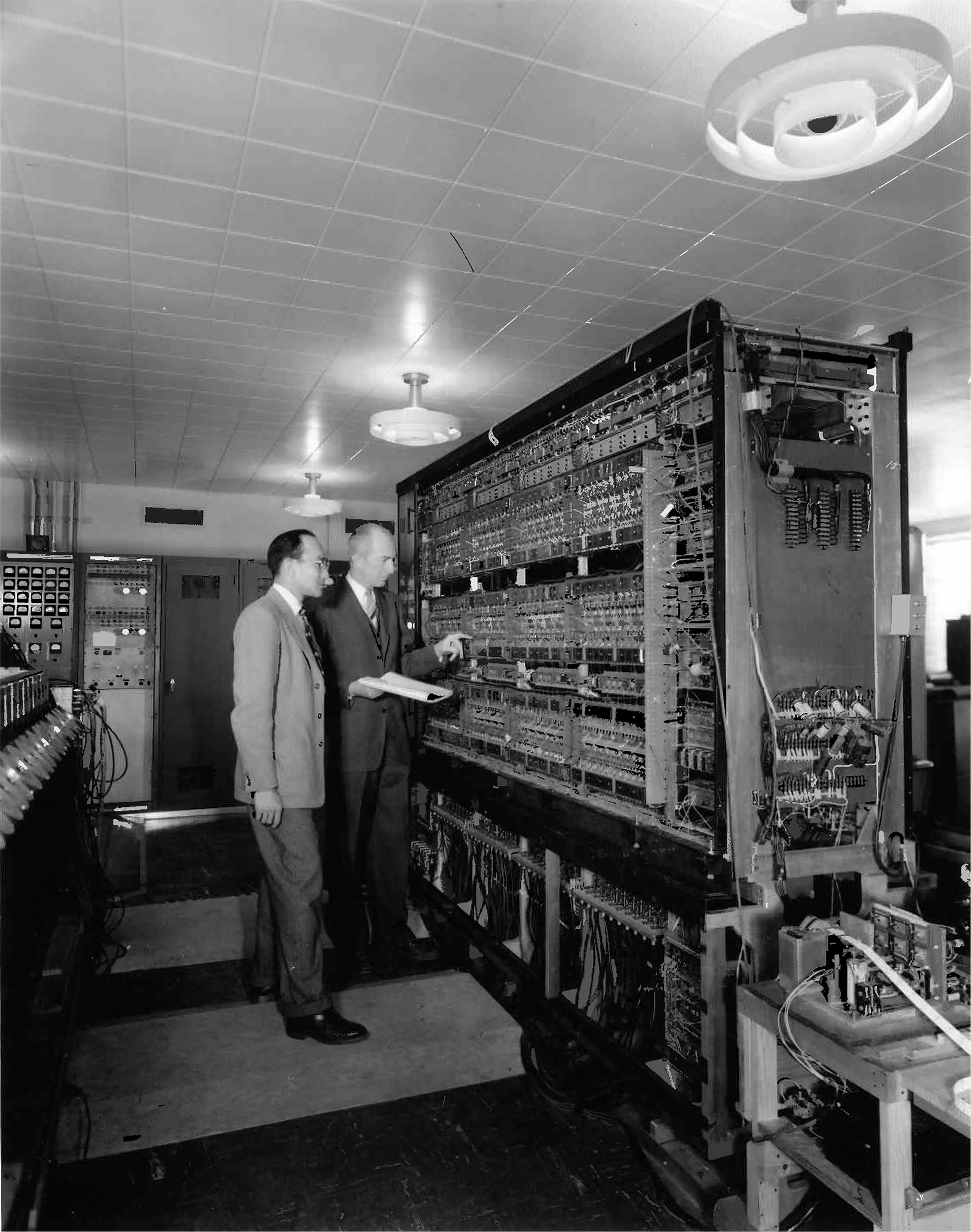
AVIDAC war Argonnes erster digitaler Computer. Es wurde von der Physics Division der Argonne für 250.000 US-Dollar entworfen und gebaut und am 28. Januar 1953 in Betrieb genommen. AVIDAC steht für „Argonne Version of the Institute’s Digital Automatic Computer“ und basierte auf der von John von Neumann entwickelten IAS-Architektur

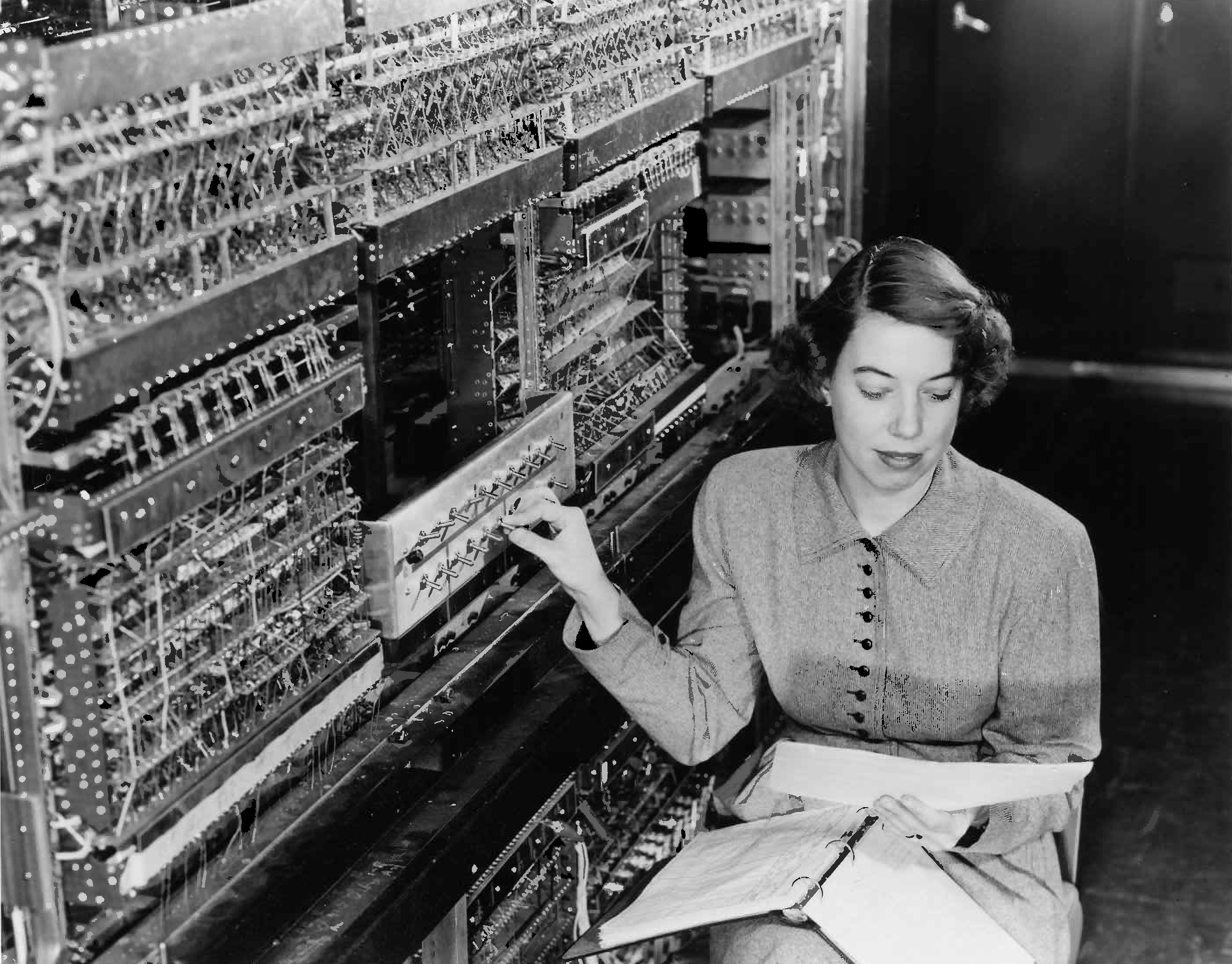
Hier ist die Argonne-Informatikerin Jean F. Hall neben dem AVIDAC abgebildet

Nach zwei Jahren kehrte Butler in die Vereinigten Staaten zurück und begann als Junior-Mathematikerin in der Naval Reactors Division des Argonne National Laboratory (ANL) zu arbeiten. Die Naval Reactor Division entwarf den Prototyp für den Atom-U-Boot-Reaktor der Navy. Sie arbeitete dort etwa ein Jahr lang als Computer für die Physiker, die den Prototyp des U-Boot-Reaktors konstruierten. Sie besuchte Kurse in Atomphysik und Reaktordesign, um ihr Wissen auf diesem neuen Gebiet zu erweitern, und erwarb eine Ausbildung in Atomphysik und Nukleartechnik.
Von 1949 bis 1951 arbeitete sie an einem speziellen Zweijahresprojekt am Bureau of Labor Statistics in St. Paul, Minnesota. Danach kehrte Butler 1951 nach Argonne zurück und heiratete den Mathematiker Jim Butler, einen Laborkollegen. Sie wurde Hilfsmathematikerin in der Abteilung für Reaktortechnik und arbeitete an einem frühen Computer, AVIDAC, und war Mitglied des Designteams für den zweiten Argonne-Computer, GEORGE. Sie schrieb mathematische Subroutinen, Systemsoftware, Reaktoranwendungen und Dienstprogramme für die drei von Argonne gebauten Computer AVIDAC, ORACLE und GEORGE sowie für die erste kommerziell erhältliche Maschine, die UNIVAC.

## Tätigkeit im technischen Management
1959 wurde sie Gruppenleiterin der Computing Group der Reactor Engineering. Als diese Gruppe mit der neu geschaffenen Abteilung für angewandte Mathematik fusionierte, war sie nacheinander Leiterin der Abteilung für Anwendungsprogrammierung, Direktorin des Argonne Code Center, Vorläufer des heutigen National Energy Software Center (NESC), und Mitglied der Beratung der Abteilung für angewandte Mathematik und Forschungsabteilung. In dieser Position forschte sie in den Bereichen Computergeschichte, Benchmarking und Computerleistungsmessung sowie Bildverarbeitung.
1965 wurde sie bei der Beförderung übergangen und bat dann darum, von ihrer Verantwortung für die Abteilungsleitung entbunden zu werden. Sie führte ihre Rolle als Direktorin des Argonne Code Centers auf Halbzeitbasis fort und verbrachte den Rest ihrer Zeit als Mitglied der Consultation and Research Section, der späteren Mathematical Algorithms and Information Science Sektion. Sie forschte in den Bereichen Bildverarbeitung, Geschichte der Computer und Berechnung der Reaktorphysik.
Butler wurde 1972 Direktorin des NESC, eine Position, die sie bis zu ihrer Pensionierung 1991 innehatte. Von 1993 bis 2006 arbeitete sie weiterhin als Sonderbeauftragte für ANL.
Als Mitglied von Fachgesellschaften und den akkreditierten Normungsausschüssen des American National Standards Institute war sie an der Entwicklung von Standards für Computer und Informationssysteme beteiligt. Sie wurde 1972 als erste Frau zum Fellow der American Nuclear Society ernannt, nachdem sie ein Jahr zuvor nominiert worden war. Sie war auch Beraterin der Nuclear Energy Agency, als diese ihr Computerprogramm erstellte.
Butler war Mitgründerin, Präsidentin und Vorstandsmitglied des Chicago Area Chapter der Association for Women in Science. Sie war Ende der 1980er Jahre stellvertretende Vorsitzende des Illinois Women’s Political Caucus und war im Burr Ridge/Willowbrook-Kapitel der League of Women Voters aktiv.
Butler verstarb am 8. März 2013, einen Tag nach ihrem 89. Geburtstag.

## Ehrungen
Die Argonne Leadership Computing Facility richtete das Margaret Butler Fellowship in Computational Science ein, ein Postdoc-Stipendium zu ihren Ehren.

## Veröffentlichungen
- Prospective capabilities in hardware. AFIPS '76: Proceedings of the June 7-10, 1976, national computer conference and exposition. Juni 1976, S. 323–336.